# Abdita
Abdita (tiếng Ả Rập: ابديتا) là một ngôi làng Syria nằm ở Ihsim Nahiyah ở huyện Ariha, Idlib. Theo Cục Thống kê Trung ương Syria (CBS), Abdita có dân số 1440 trong cuộc điều tra dân số năm 2004.